# زندان هارون
زندان هارون یا زندان هارون‌الرشید یا زندان خان مربوط به سدهٔ ۴ ه‍.ق است و در ۱۳ کیلومتری شرق تهران واقع شده و این اثر در تاریخ ۱۱ بهمن ۱۳۳۴ با شمارهٔ ثبت ۴۰۸ به‌عنوان یکی از آثار ملی ایران به ثبت رسیده‌است. و یکی از آثار تاریخی پس از اسلام در شهر ری است. این بنا  در ده کیلومتری جاده تهران به خراسان در دامنه کوه‌های مسگرآباد واقع است.
بنای زندان به شکل مکعب مستطیل به ارتفاع ۹ متر و به صورت دو طبقه ساخته شده و از درازا و پهنای یکسانی برابر با ۳۰ متر و سی سانتی‌متر بر خوردار است. زندان هارون دارای ساختاری متشکل از لاشه سنگ و گچ و از نظر قدمت متعلق به دوره آل بویه حدود ۱۱۰۰ سال قبل است.
به‌طور تحقیق نام زندان در قدیم‌الایام بدین بنا اطلاق شده و امروزه هم به همین نام خوانده می‌شود. گذشت زمان و حوادث دوران لطمه زیادی به بنا وارد آورده، ولی تا اندازه‌ای مرمت گردیده‌است. آنچه معلوم است بنای مزبور همان‌طور که از اسم آن بر می‌آید، زندانی از دوران آل بویه بوده و صرفاً به منظور زندان‌های انفرادی ساخته شده‌است. به عقیده آندره گدار بنای مزبور یک قلعۀ کوچک سلجوقی است که از گردنه‌ای بر سر راه ری حفاظت می‌کرده است.